# Milichiella parva
Milichiella parva är en tvåvingeart som först beskrevs av Macquart 1843.  Milichiella parva ingår i släktet Milichiella och familjen sprickflugor.
Artens utbredningsområde är Réunion. Inga underarter finns listade i Catalogue of Life.